# Информационный шум
Информацио́нный шум — культурный феномен, возникший в XX веке, который описывает наличие в тексте элементов, усложняющих его понимание, искажающих смысл изложенного или вовсе полностью препятствующих адекватному пониманию его содержания. Понятие информационного шума относится к современному медиапространству и способам распространения информации в условиях информационной «перегруженности» общества.

## Развитие понятия
Информационный шум (или информационная перегрузка) возникает в условиях переизбытка информации («переинформированности»), что, как следствие, пагубно влияет на способность индивида адекватно анализировать ситуацию и «фильтровать» получаемую информацию в силу перегруженности, вызываемой обилием информационных сообщений.
Это понятие, вопреки расхожему мнению, возникло раньше Интернета и было частично описано в литературных произведениях (в частности, в книге «Шок будущего» Элвина Тоффлера 1970 года).
В последующем термин получил широкое распространение: Билл Гейтс в своей книге «Дорога в будущее», опубликованной в 1996 году, отметил, что данный феномен, а именно «перегрузка информацией является достаточно распространённой». Из этого следует, что исследуемое понятие не стоит связывать только с онлайн-сферой: ещё задолго до того, как интернет стал сетью, используемой по всему миру, проблема информационной перегрузки имела место (в традиционных СМИ, например).
Наиболее предметно этот феномен был описан в книге Роберта Уилсона «Моя жизнь после смерти». В одной из глав («Информационная перегрузка») автор на примере кадра из «Печати зла» Орсона Уэллса показывает, насколько серьёзно такой метод, как монтаж кадров и правильно подобранный музыкальный ряд, может стать способом пропаганды и намеренно спровоцировать искажённое восприятие информации.

## Виды информационного шума
Молдавский учёный Аркадий Дмитриевич Урсул выделяет две группы информационных шумов:
1. Шум, возникающий из-за переизбытка неважной для индивида информации;
2. Шум-следствие переизбытка важной и релевантной, но при этом неоднократно повторяющейся информации.

Так, к первой группе «шумов» Урсул относит рекламные сообщения, любого рода пропагандистскую информацию, спам и контекстную рекламу. Вторая группа, в свою очередь, состоит из, по сути, информационно наполненных и нужных для реципиента сообщений, повторяющих друг друга, например, конспектирование.
Однако обычно информационный шум подразделяется на намеренный (преднамеренный) и непреднамеренный. Намеренный шум — информационный фон, нередко приравниваемый к процессу дезинформирования. Иными словами, создание преднамеренных «шумов» можно характеризовать как создание искусственной ситуации, в которой информаторы делают ставку на обилие и даже переизбыток информационных сообщений, что ведёт к сложности восприятия реципиентами информации, а также стиранию границ между правдой и вымыслом.

## Критика
Эту проблему нельзя назвать широко изученной: несмотря на то, что ученые уделяют пристальное внимание проблемам, возникающим в ходе анализа медиатекста, понятие «информационный шум» остаётся не охваченным с точки зрения науки.
Так, кандидат филологических наук А. В. Кузнецова отмечает, что информационный шум — это «элементы формальной организации текста, препятствующие восприятию информации — искажающие её или делающие невозможной её рецепцию». С. П. Мясоедов в книге «Кросскультурный шок и типичные ошибки общения», в свою очередь, отмечает: коммуникативный (информационный) шум — это любые причины и факторы, которые затрудняют восприятие передаваемой информации.
Олег Строкатый в своей книге «Теория развития рынка. Психология потребления» приводит следующую дефиницию понятия: «„информационный шум“ — это разного рода информация, эмоциональная и логически полезная и бесполезная, которая порционно выдаётся рынку. Конечная цель — вызвать эмоцию интереса, для чего используются лучшие передатчики информации — средства массовой информации». По мнению Инны Марусевой, автора книги «Коммуникационный менеджмент в вопросах и ответах», информационный шум — «это когда изобилие поступающей информации делает большую её часть нерелевантной (то есть не полезным сигналом, а именно „шумом“), отфильтровать который оказывается чрезвычайно затруднительно».
Вышеуказанные дефиниции семантически повторяют друг друга; все исследователи сходятся во мнении: информационный шум пагубно влияет на способность реципиента адекватно распознавать важную для себя информацию в нескончаемом потоке информационных сообщений.